# Ramananda
Ramananda (1400?-1470?) foi um dos grandes santos-poetas da Índia medieval e considerado como pertencente à tradição vaixnava, um "ramayati," ou devoto de Vixnu como Rama. Radicado em Varanasi, escrevia em hindi vernacular.
Foi considerado e estimado como um grande mestre espiritual (guru) e possuia inúmeros discípulos, entre eles os famosos poetas e filósofos Kabir e Tulsidas. 
Ramananda propagou pelo norte da índia o vaixnavismo como ensiando por Ramanuja, o mais famoso erudito vaixnava do sul do sub-continente e venerado comentarista do Brahma-sutra seguindo a versão teísta. 
Foi um revolucionário religioso na época, pois como brâmane aceitava discípulos de todas as castas e até mesmo entre os muçulmanos e os considerados intocáveis, ele alegava: "Que ninguém pergunte a que casta um homem pertence ou o que ele come. Se um homem é devoto de Hari (Deus, Vixnu) ele pertence a Hari, ele é filho de Hari e não é uma pessoa ordinária."
Há uma grande seita de mendicantes hindus denominada "ramanandis" que considera Ramananda como seu fundador.